# Herøya
Herøya is een stadsdeel van Porsgrunn.
Herøya omvat een woonwijk en een naastgelegen schiereiland. Op dit schiereiland, vanouds een agrarisch eiland, vestigde Norsk Hydro in 1928 een kunstmestfabriek (stikstofbindingsbedrijf), Hydro Porsgrunn genaamd. Het water tussen het eiland en het vasteland werd hierbij opgevuld, zodat het eiland een schiereiland werd. Ook kwam er een haven om het product, calciumnitraat, af te voeren. De vestigingsplaats werd gekozen vanwege de voorkomens van kalksteen, grondstof voor de productie, in de onmiddellijke nabijheid. Eerdere fabrieken van deze aard (1907, 1909) waren vlak bij waterkrachtcentrales gepland omdat het transport van elektriciteit over grotere afstanden toen nog niet goed mogelijk was.
De nazi-bezetter wilde op dezelfde locatie ook een magnesium- en aluminiumsmelter bouwen, maar dit kwam aan een einde toen de RAF deze fabrieken in 1943 bombardeerde. In de jaren '50 van de 20e eeuw werd alsnog een magnesiumsmelter gebouwd, welke in 2002 werd omgevormd tot een fabriek voor recycling van metalen.
De woonwijk van Herøya was een fabrieksnederzetting, waar het personeel van Norsk Hydro kwam te wonen.
Tegenwoordig vindt men op het schiereiland ook bedrijven als Yara (kunstmest) en RAC (zonnecellen). Er werken ongeveer 2.700 mensen op het schiereiland waar zich ook een onderzoekslaboratorium van Norsk Hydro bevindt, waar 350 mensen werken.

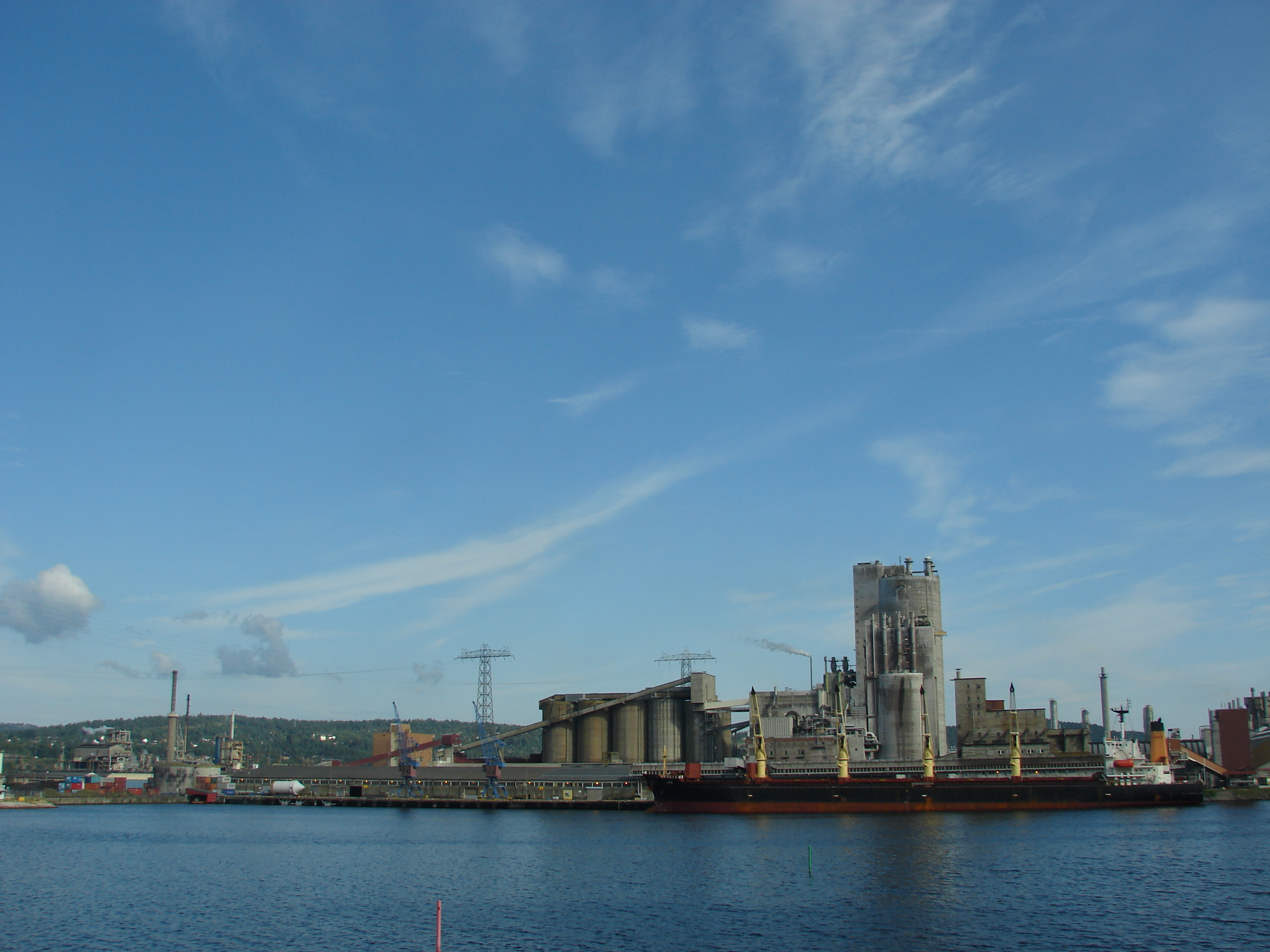
Norsk Hydro kunstmestfabriek
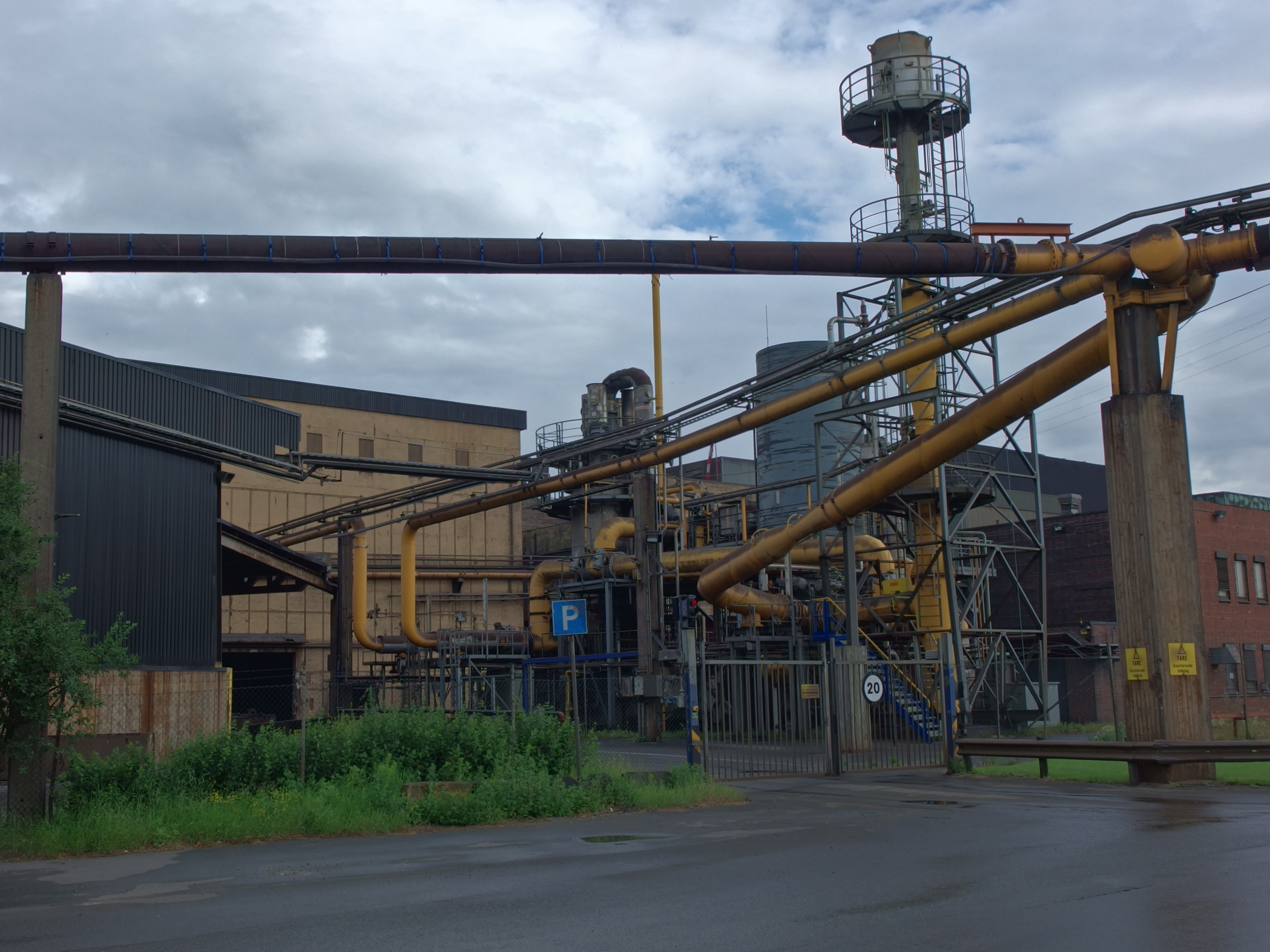
Leidingen naar het industriepark
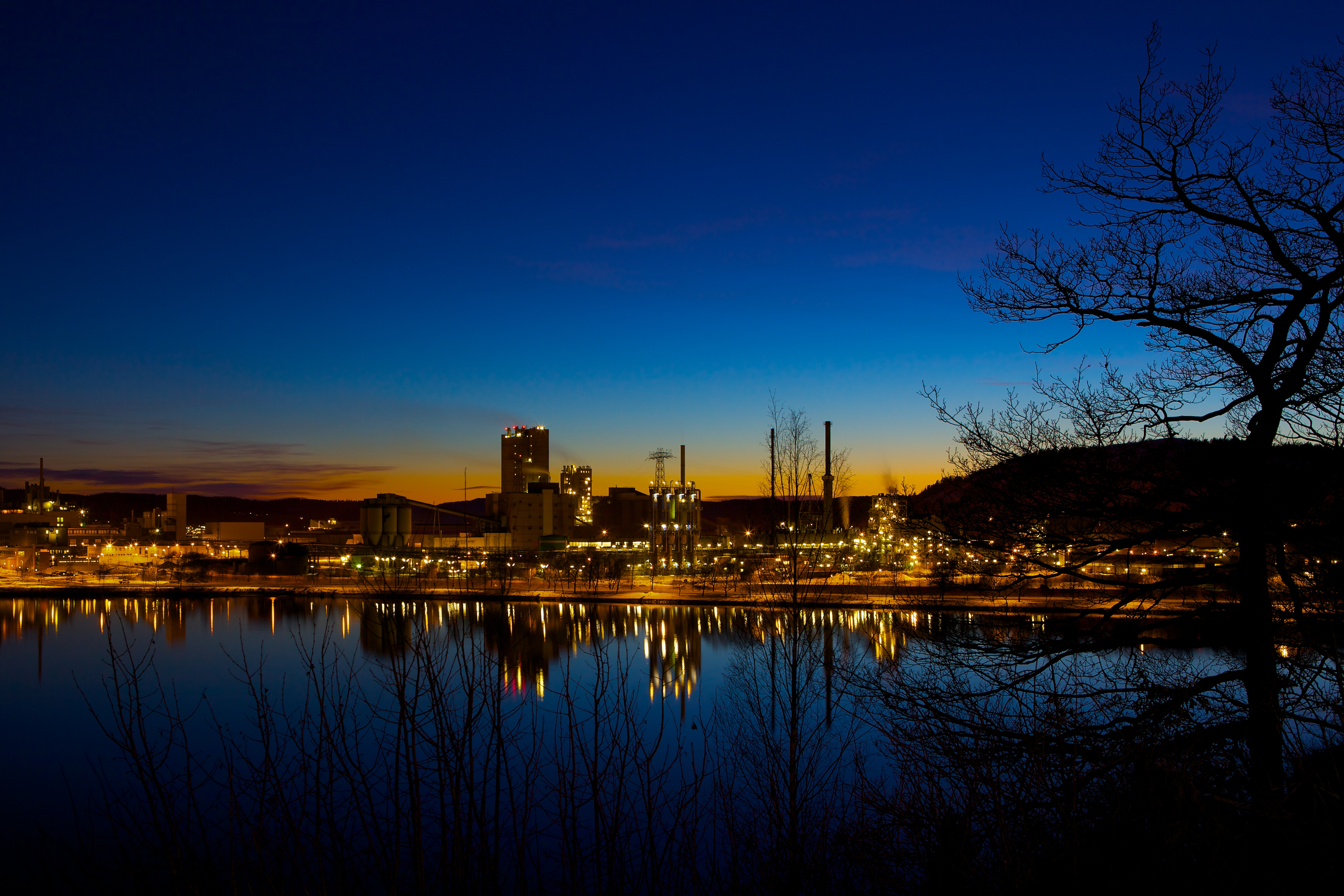
Herøya bij nacht
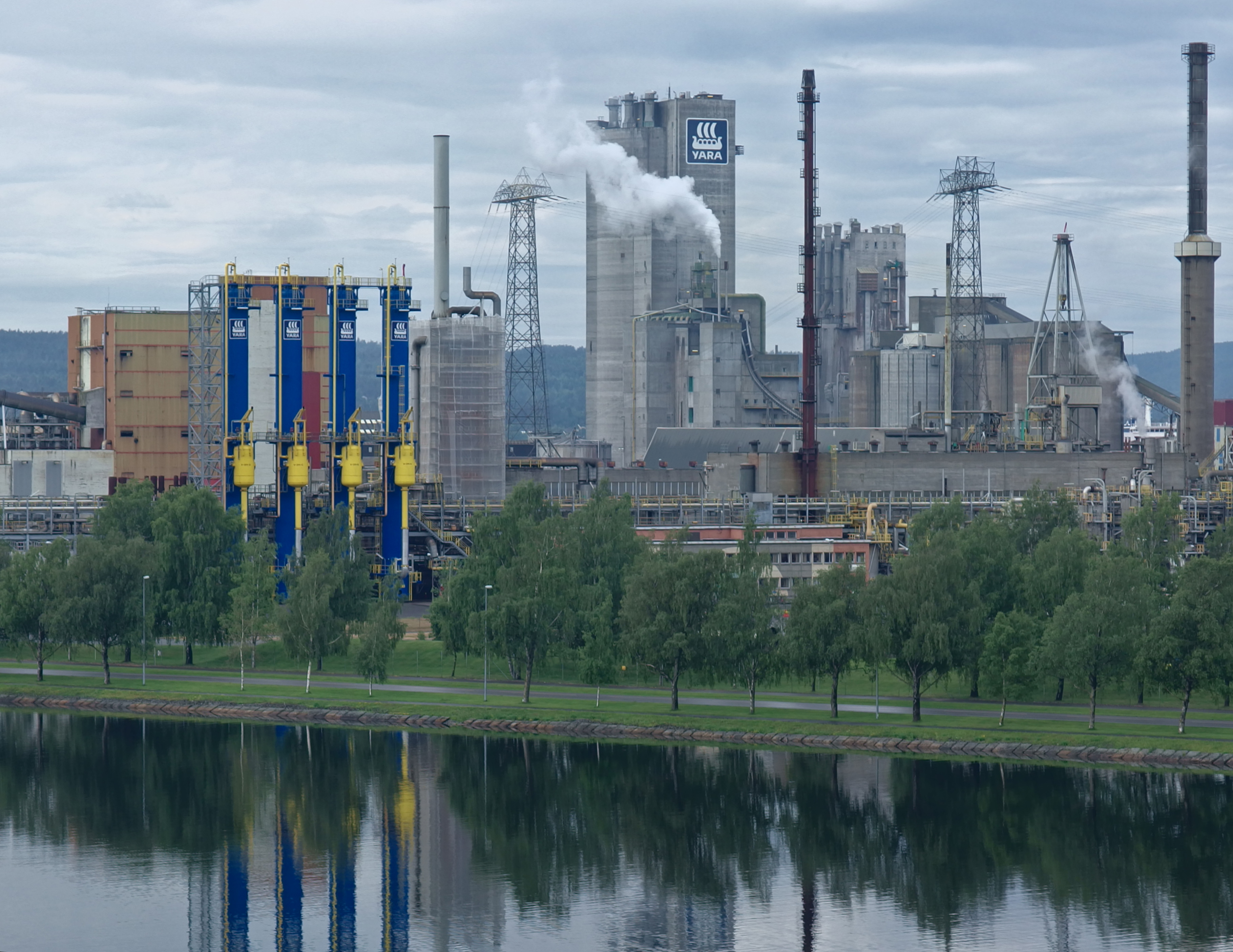
Ammoniakfabriek van Yara